# جون براكستون هيكس
جون براكستون هيكس (بالإنجليزية: John Braxton Hicks)‏ (و. 1823 – 1897 م) هو طبيب من المملكة المتحدة. وصف تقلصات المخاض الكاذب التي سميت باسمه في 1872.1872.

## التعليم
تعلم في جامعة لندن

## جوائز
حصل على جوائز منها:
- زميل في الجمعية الملكية.